# Der Regenbogen (Roman)

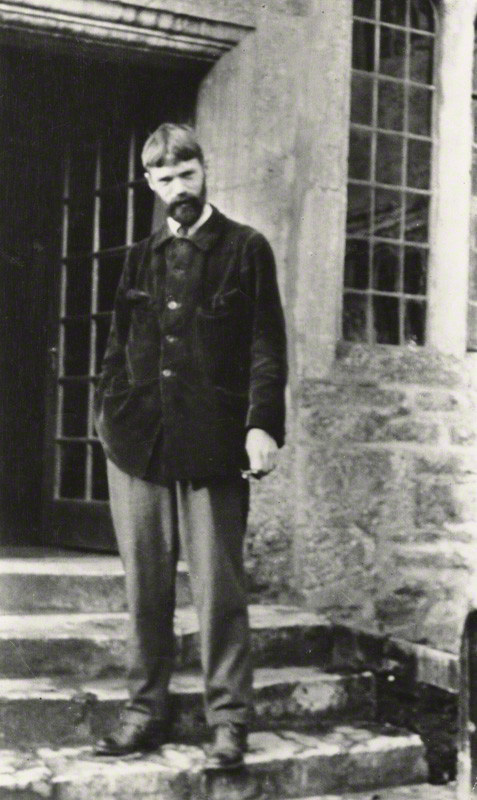
D. H. Lawrence im Jahre 1915

Der Regenbogen (Originaltitel: The Rainbow) ist ein 1915 erschienener Roman des britischen Schriftstellers D. H. Lawrence. Lawrence erzählt darin die Geschichte dreier Generationen der Familie Brangwen, die in den englischen Midlands einen Bauernhof bewirtschaftet.
Aufgrund seiner sprachlich zwar diskreten, aber expliziten Darstellung menschlicher Erotik fiel der Roman kurz nach seinem Erscheinen der britischen Zensur zum Opfer. Heute wird er – neben Söhne und Liebhaber (1913), Liebende Frauen (1920) und Lady Chatterley (1928) – zu Lawrences Hauptwerken gezählt. Robert McCrum, der für den Guardian eine Liste der 100 besten englischsprachigen Romane zusammengestellt hat, gibt diesem Roman sogar den Vorzug vor allen anderen Werken des Autors.
In Liebende Frauen hat Lawrence die Handlung des Romans fortgesetzt.

## Handlung
Ort der Handlung ist die Marsh Farm, ein Bauernhof in Nottinghamshire, der Handlungszeitraum erstreckt sich über die Jahre 1840 bis 1905.
Die Romanhandlung beginnt mit der Heirat des jungen Tom Brangwen mit Lydia Lensky, einer polnischen Witwe. Tom liebt Lydia innig, sie ist ihm aber auch fremd; die Macht seiner sexuellen Wünsche und die Furcht, dass Lydia ihn verlassen könnte, erschrecken ihn zutiefst. Lydia, die nicht nur ihren ersten Mann, sondern auch zwei Kinder verloren hat, schwankt ihrerseits zwischen dem Wunsch nach Nähe und der Furcht vor erneutem Verlust. Die Ehe erweist sich als überaus schwierig.
Im zweiten Drittel des Romans wird die Geschichte von Anna Lensky, Lydias Tochter aus erster Ehe, erzählt. Anna heiratet Toms Neffen, Will Brangwen. Auch diese Ehe ist schwierig. Anna ist verwöhnt und unreif, will der Mittelpunkt von Wills Leben sein, hält es aber nicht aus, wenn er ihr zu nahe kommt. Dass Anna sich ihm beständig entzieht, treibt Will, der eigentlich passiv und ehrerbietig ist, zu Wutanfällen und Grausamkeiten.
Anna und Will haben neun Kinder. Im letzten Drittel des Romans wird die Geschichte von Ursula Brangwen erzählt, des ältesten Kindes. Ursula teilt mit ihrer Großmutter und ihrer Mutter die Sehnsucht nach einem selbstbestimmten Leben, die Zeiten haben sich aber gewandelt: Ursula findet relativ große Freiheit. Sie probiert eine Beziehung mit ihrer Lehrerin Winifred Inger, einer Feministin. Eine weitere probiert sie mit dem jungen Offizier Anton Skrebensky. Zu Anton fühlt sie sich hingezogen; weil er ihren Bestrebungen nach Bildung und wirtschaftlicher Unabhängigkeit im Wege steht, schreckt sie vor einer Bindung aber zurück.
Alle drei Frauen – Lydia, Anna und Ursula – suchen intensive Nähe und Verbundenheit mit ihren Partnern, finden diese aber ausschließlich in sexuellen Begegnungen und auch dort nur flüchtig; in allen anderen Bereichen erscheint die Fremdheit unüberwindlich.

## Entstehung und Rezeption
Der Regenbogen war Lawrences vierter Roman. Er hatte das Buch eigentlich als Potboiler geplant und begann die Arbeit Mitte März 1913 in Italien unter dem Titel The Sisters („Die Schwestern“); das Projekt bereitete ihm Probleme und erforderte wiederholtes Überarbeiten. Anfang Februar 1914 verwarf er alles, was er bis dahin zu Papier gebracht hatte und begann unter dem Titel The Wedding Ring („Der Ehering“) eine ganz neue Version, die er am 16. Mai 1914 abschloss. Lawrence kehrte anschließend nach London zurück, wo er sich am 29. Juni mit dem Verlag Methuen vertraglich über die Veröffentlichung vereinbarte.
Auf Anregung seiner Frau Frieda hatte er für das Werk inzwischen den Titel The Rainbow gewählt. Spät im November 1914 begann Lawrence das Buch noch einmal zu überarbeiten, teilte das Material im Januar 1915 in zwei selbstständige Romane auf – Der Regenbogen und eine Fortsetzung, die er später unter dem Titel Liebende Frauen veröffentlichen sollte – und schloss die Arbeit am Regenbogen am 2. März 1915 ab. Die Endredaktion folgte von März bis August 1915.
Zentrales Thema von Der Regenbogen war der erotisch empfängliche, der Herrschaft des Bewusstseins nicht unterworfene menschliche Körper. Mit dem Moralcode der viktorianischen Zeit war solche Literatur nicht zu vereinbaren. Der Verlag Methuen veröffentlichte den Roman am 30. September 1915 und wurde bereits am 13. November wegen Verstoßes gegen den Obscene Publication Act (1857) vor den Magistrat bestellt. Dieser untersagte die Veröffentlichung des Buches; mehrere Hundert Kopien, die die Polizei zuvor beschlagnahmt hatte, wurden verbrannt.
In New York veröffentlichte B. W. Huebsch am 30. November 1915 eine von anstößigen Stellen bereinigte Version.
In Großbritannien wurde das Buch erst 1926 wieder aufgelegt, nun von Martin Secker, in der Version von B. W. Huebsch; die britischen Behörden schwiegen. Der Universitätsverlag Cambridge University Press, der sich seit 1979 um eine wissenschaftliche Edition des Gesamtwerks Lawrences bemüht, die den Intentionen des Autors maximal gerecht wird, hat 1989 auch Der Regenbogen in rekonstruierter Version neu herausgebracht.
In Deutschland erschien der Roman erstmals 1922 beim Leipziger Insel-Verlag. Die Übersetzung hatte Franz Franzius besorgt. Unter den Lesern befand sich Rainer Maria Rilke, der das Buch „mit Erstaunen, […] oft mit unheimlichster Erschütterung“ aufnahm. Im deutschsprachigen Raum zählt Der Regenbogen heute aber zu den weniger bekannten und weniger häufig gelesenen Werken des Autors.

## Ausgaben (Auswahl)
Englische Originalausgaben
- The Rainbow. Methuen & Co., London 1915.
- The Rainbow. B. W. Huebsch, New York 1915.
- The Rainbow. B. W. Huebsch, New York 1921 (eingeschränkte Vorschau in der Google-Buchsuche).
- The Rainbow. Modern Library, New York 1943.
- The Rainbow. Hrsg.: Mark Kinkead-Weekes. Part 1. Cambridge University Press, Cambridge 2002, ISBN 0-521-00944-8 (Scan in der Google-Buchsuche – The Cambridge Edition of the Works of D. H. Lawrences).
- The Rainbow. Penguin, 2007, ISBN 978-0-14-144138-2 (Penguin classics; Taschenbuchausgabe).
- The Rainbow. Start Publishing, 2012, ISBN 978-1-62793-049-9 (Scan in der Google-Buchsuche).
- The Rainbow. Booklassic, 2015, ISBN 978-963-523-024-2.

Deutsch
- Der Regenbogen. Insel, Leipzig 1922.
- Der Regenbogen. Rowohlt, Reinbek 1964 (Taschenbuchausgabe).
- Der Regenbogen. Rowohlt, Reinbek 1988, ISBN 978-3-499-15304-4 (Taschenbuchausgabe).

## Filmadaptionen
- The Rainbow, Fernseh-Dreiteiler, Großbritannien 1988, Regie: Stuart Burge
- Der Regenbogen, Großbritannien 1989, Regie: Ken Russell
- Women in Love, Fernseh-Zweiteiler, Großbritannien 2011, Regie: Miranda Bowen (Adaption beider Romane: Der Regenbogen und Liebende Frauen)